# Australoluciola
Australoluciola is een geslacht van kevers uit de familie glimwormen (Lampyridae). Het geslacht werd voor het eerst wetenschappelijk beschreven in 2013 door Ballantyne.

## Soorten
- Australoluciola anthracina (E. Olivier, 1885)
- Australoluciola aspera (E. Olivier, 1910)
- Australoluciola australis (Fabricius, 1775)
- Australoluciola baduria Ballantyne in Ballantyne and Lambkin, 2013
- Australoluciola flavicollis (MacLeay, 1872)
- Australoluciola foveicollis (E. Olivier, 1909)
- Australoluciola fuscamagna Ballantyne in Ballantyne and Lambkin, 2013
- Australoluciola fuscaparva Ballantyne in Ballantyne and Lambkin, 2013
- Australoluciola japenensis Ballantyne in Ballantyne and Lambkin, 2013
- Australoluciola maxima Ballantyne in Ballantyne and Lambkin, 2013
- Australoluciola nigra (E. Olivier, 1885)
- Australoluciola orapallida (Ballantyne in Ballantyne and Lambkin, 2000)
- Australoluciola pharusaurea Ballantyne in Ballantyne and Lambkin, 2013